# Красный Яр (Семяковское сельское поселение)
Красный Яр — деревня в Муслюмовском районе Татарстана. Входит в состав Семяковского сельского поселения.

## География
Находится в восточной части Татарстана на расстоянии приблизительно 11 км на северо-восток по прямой от районного центра села Муслюмово.

## История
Основана в 1930-х годах.

## Население
Постоянных жителей было: в 1938 году — 343, в 1949—282, в 1958—249, в 1970—240, в 1979—370, в 1989—136, 111 в 2002 году (татары 100 %), 111 в 2010.